# Сандлер, Семён Анатольевич
Семён Анато́льевич Са́ндлер (идиш שמעון סאַנדלער‎ — Ши́мен Са́ндлер; 19 апреля 1914, Домбровица, Ровенский уезд, Волынская губерния — 28 июня 2001, Москва) — советский лингвист и педагог, автор работ по методике преподавания германских языков (идиша и немецкого).

## Биография
Шимен (Семён Анатольевич) Сандлер родился в 1914 году на Волыни в городке Домбровицы (теперь райцентр Ровненской области Украины) в семье фельдшера, один из пятерых детей. В 1918 году большая часть бывшей Волынской губернии отошла к Польше. Учился в польской гимназии, затем в ивритской гимназии сети «Тарбут» (Культура) в Вильно.
После окончания гимназии в 1932 году самостоятельно уехал в подмандатную Палестину, работал грузчиком в хайфском порту, учился в Еврейском университете в Иерусалиме, вступил в Коммунистическую Партию Палестины. За коммунистическую деятельность был арестован британскими мандатными властями и в 1937 году депортирован в Польшу. Работал воспитателем в детском профсоюзном санатории им. Владимира Медема в Медзешине (тогда пригород Варшавы), преподавал идиш.
С началом Второй мировой войны (1939) добрался до Пинска, где стал работать учителем еврейского языка и литературы в средней школе; публиковал стихи в советской еврейской прессе. В первые дни Великой Отечественной войны мобилизован в армию, с 1943 года — в трудармии в Удмуртии, с 1943 по 1946 год был председателем удмуртского отделения правления Союза Польских Патриотов. Вся семья Сандлера, оставшаяся в годы войны в Домбровице, была расстреляна (жена, мать и 3 сестры с семьями).
В 1948 году Сандлер окончил факультет немецкого языка Удмуртского педагогического института в Ижевске и остался преподавать латинский язык, историю и лексикологию немецкого языка там же. Опубликовал ряд методических работ, в том числе монографий, по методике преподавания немецкого языка в удмуртских школах. В 1959 году защитил кандидатскую диссертацию по этой теме и в 1961 году возглавил кафедру германских языков Тираспольского педагогического института.
До 1991 года жил в Тирасполе, где создал первый в Молдавской ССР лингафонный кабинет для изучения иностранных языков и продолжил публикацию методических работ по преподаванию немецкого языка в средней и высшей школе. В конце 1970-x годов начал вести постоянную рубрику «В помощь изучающим идиш» в единственном в СССР журнале на этом языке «Советиш Геймланд» (Советская Родина, 1979—1985). В 1980-е годы преподавал идиш на Высших литературных курсах при Литинституте им. М. Горького в Москве. В 1982 году в Хабаровском книжном издательстве совместно с Хаимом Бейдером, Гершл Рабинковым и Н. Кравецом выпустил первый послевоенный букварь еврейского языка, предназначенный для школ Еврейской автономной области. В последние годы жизни жил в Москве, где преподавал идиш студентам Центра библеистики и иудаики Российского Государственного Гуманитарного университета (РГГУ).
В 1989 году двумя изданиями вышел написанный Сандлером первый на русском языке «Самоучитель языка идиш». В 1997 году составленный Сандлером лингвистический обзор идиша вошёл в многотомное издание Института Языкознания РАН «Языки Российской Федерации и соседних государств». Посмертно в 2001 году при центре библеистики и иудаики РГГУ вышел учебник идиша для русскоговорящих студентов.
Жена — Елена Гелиодоровна Антоневич (1922—2007); дочери — Полина, Ирина Семёновна Антоневич.

## Книги С. А. Сандлера
- Изучение грамматики немецкого языка в Удмуртских школах на начальной ступени обучения. Удмуртское книжное издательство: Ижевск, 1958.
- Алэфбэйс (букварь). Хабаровское книжное издательство: Хабаровск, 1982.
- Самоучитель языка идиш. Издательство «Русский язык»: Москва, 1989.
- Идиш. Учебник для русскоговорящих. Издательство Российского государственного гуманитарного университета (РГГУ) совместно с Еврейской теологической семинарией (Нью-Йорк) и ИВО — Институтом еврейских исследований (Нью-Йорк): Москва, 2001.